# I. Lajos címzetes nápolyi király
I. Lajos (franciául: I. Louis d’Anjou), (Vincennes, 1339. július 23. – Bisceglie, 1384. szeptember 20.) Anjou grófja, majd első hercege, Touraine hercege (1370), Poitiers, Maine és Provence grófja, a Nápolyi Királyság névleges uralkodója, Franciaország régense, II. (Jó) János francia király és Bonne de Luxembourg másodszülött gyermeke, V. (Bölcs) Károly fivére és VI. (Őrült) Károly nagybátyja volt.
János király trónra lépésének évében, 1350-ben nevezte ki Poitiers, majd 1356-ban Anjou és Maine grófjává, ugyanekkor a királyi haderő parancsnoka (lieutenant) lett. 1360-ban vette feleségül Charles de Blois bretagne-i herceg lányát, Marie de Blois-Châtillont, ugyanekkor a javára emelték hercegséggé Anjout. Ugyanebben az évben öccsével, Berry hercegével együtt túszul adták Angliába, mintegy biztosítékul szabadon engedett atyjukért, míg a brétignyi békében előírt váltságdíjat ki nem fizetik érte. A herceg azonban feleségét hiányolva megszökött, így a százéves háború újbóli kitörését megakadályozandó, illetve lovagi becsületét megőrzendő II. János ismét visszatért Londonba, ezúttal fia helyett.
Atyjuk 1364-es halála után Louis fivére lett a király V. Károly néven. Anjou hercege a királyi politika egyik legfőbb végrehajtójaként 1365-ben Languedoc főparancsnoka lett, és sokat tett Aquitánia visszahódításáért. Harcolt a fosztogató zsoldosok és a lázongó városok ellen – ez utóbbiak panaszai önkényeskedéseire 1380 májusában a parancsnokság elvesztését eredményezték számára.
Ugyanebben az évben a gyermektelen I. Johanna nápolyi királynő – a magyar Nagy Lajos sógornője és ellenfele –, a francia uralkodóház távoli rokona örökbe fogadta, és fivére halálakor a kiskorú VI. Károly helyett kormányzó régenstanács feje lett 1382-ig. Amikor Johanna 1382-ben meghalt, Louis VII. Kelemen, az avignoni ellenpápa áldásával megkísérelte megszerezni örökölt birtokait: Provence és Forcalquier grófságát és a Nápolyi Királyságot.
Kihívója Johanna unokatestvére, Kis Károly durazzói herceg – később II. Károly néven magyar király – volt. Anjou hercege hiába próbálta megdönteni Károly hatalmát, és vette fel 1383. augusztus 30-án a „Szicília királya” címet (a Nápolyi Királyság 1282 óta vált külön az aragóniai kézre kerülő Szicíliai Királyságtól). A herceg anélkül halt meg Bari közelében, hogy eredményt ért volna el ellenfelével szemben. Utódai továbbra is maguknak követelték Nápoly trónját, de nem értek el sikert.

## Házassága, utódai
1360-ban vette feleségül I. (Blois) Károly breton herceg és I. (Penthièvre-i) Johanna lányát, Máriát, aki többek között Guise uradalmát kapta hozományul. A nápolyi trónkövetelő özvegye 1404-ben halt meg. Három gyermekükről tudunk:
- Mária (1370–?)
- Lajos (1377–1417), II. Lajos néven Anjou hercege, nápolyi trónkövetelő, felesége Aragóniai Jolán (1381–1443), I. (Vadász) János aragón király és Bar Jolán lánya
- Károly (1380–1404), Tarantó hercege